# The Infection
The Infection è il quinto album della band statunitense Chimaira, pubblicato nell'aprile del 2009.

## Tracce
1. The Venom Inside - 4:05
2. Frozen In Time - 4:05
3. Coming Alive - 3:04
4. Secrets Of The Dead - 4:24
5. The Disappearing Sun - 4:24
6. Impending Doom - 6:05
7. On Broken Glass - 3:46
8. Destroy And Dominate - 4:42
9. Try To Survive - 4:40
10. The Heart Of It All - 14:52
11. Revenge - 3:12*
12. Convictions - 2:13*
13. Warpath - 4:18*

- Tracce bonus

## Formazione
- Mark Hunter - voce
- Rob Arnold - chitarra
- Matt Devries - chitarra
- Jim LaMarca - basso
- Andols Herrick - batteria
- Chris Spicuzza - tastiere